# Khách sạn Cinnamon Grand
Khách sạn Cinnamon Grand (tiếng Anh: Cinnamon Grand Hotel), trước đây được gọi là Khách sạn Lanka Oberoi, là một khách sạn 5 sao sang trọng ở thủ đô Colombo, Sri Lanka. Đây là một trong ba khách sạn thu hút khách du lịch nổi tiếng ở Colombo cùng với khách sạn Kingsbury và khách sạn Shangri-La. Khách sạn tọa lạc tại 77 Galle Road, Western Province, Kollupitiya, Colombo.

## Cuộc tấn công khủng bố
Vào ngày 28 tháng 1 năm 1984, một quả bom đã phát nổ trong khách sạn này. Một nhân viên đã bị giết.
Đây là một trong những địa điểm xảy ra tấn công khủng bố vào lễ Phục sinh 2019 cùng với hai khách sạn khác là khách sạn Kingsbury và khách sạn Shangri-La. Raadhika Sarathkumar, một nữ diễn viên người Ấn Độ Tamil đã thoát chết trong một vụ nổ bom xảy ra tại khách sạn Cinnamon Grand, nơi cô có mặt sau khi kết thúc việc quay phim.